# Ідолга (село)
Ідолга (рос. Идолга) — село в Татищевському районі Саратовської області Російської Федерації, адміністративний центр Ідолзького муніципального утворення.

## Географія
Село розташовується в центральній частині Татищевского району у 31 кілометрі від Саратова і 6 кілометрах від Татищева, де також перебуває ближайшая залізнична станція.

## Транспорт
З обласним і районним центрами село пов'язане рейсовим автобусом. Регіональна траса Р208, що з'єднує місто Саратов, селище Татіщево і місто Аткарськ, проходить в декількох кілометрах південніше.

## Історія
Село Ідолга (іноді згадується Велика Ідолга) засноване в 1720 році на однойменній річці, що дала назву новому поселенню.
У 1822 році в Ідолзі з ініціативи парафіян все ж побудували Православну Церкву. Будівля була кам'яною, теплою, з дзвіницею і престолом в ім'я Казанської ікони Божої Матері.
Після скасування кріпосного права було сформовано два сільських суспільства, адміністративно Ідолга входила в Широкинскую волость Саратовського повіту Саратовської губернії.
У 1866 році почала роботу земська школа, а через 20 років в разраставшемся селі відкрилася ще одна земська школа.
27 липня 1896 року в селі сталася сильна пожежа, у результаті якої згоріли 87 дворів. 18-го і 19 серпня Ідолга знову горіла, постраждали 36 домогосподарств. Наступного року було ще чотири великих пожежі, які залишили без крова 110 сімей.
1 листопада 1897 у Ідолгі відкрилася народна бібліотека, завідувачем якої призначили протоієрея В. П. Лебедєва. На початку XX століття в селі проживало понад 2,5 тисяч осіб. Працювали школи, лавки, дві вітряні і два водяні млини.
Радянська влада у Ідолгі встановилася вже наприкінці 1917 року, була організована сільська Рада селянських депутатів. У наступному році був утворений комітет бідноти, що спалахнуло в липні контрреволюційне повстання було швидко придушене.
В 1923 році Ідолга була передана в Курдюмскую волость, саме село було центром однойменного сільради. У наступні роки було сформовано товариство з обробки землі, а в 1930 році в Идолге почав роботу колгосп «Прапор праці». У тому ж році початкова школа була реорганізована в семирічну, що розташувалася в дерев'яному одноповерховій будівлі. Два роки по тому був утворений другий колгосп«прапор ударника»7. Також на той час у селі працював механічний борошномельний млин № 4 райвиконкому. Місцева церква була закрита і зруйнована імовірно в 1930 роки.
У 1950 році на базі колгоспів був утворений новий імені Леніна. Відроджувалося шкільне життя: з'явився навчально-дослідний ділянку, був посаджений фруктовий сад, в 1960 році відкрилася майстерня. Восьмирічної школа стала в 1959 році. Сучасна двоповерхова цегляна будівля була побудована в 1988 році.

## Населення
За результатами перепису населення в 2010 році в селі проживало 1049 осіб, з них чоловіків 491 і жінок 558.

## Інфраструктура
На території населеного пункту працює середня загальноосвітня школа, дитячий садок, будинок культури, фельдшерсько-акушерський пункт, відділення зв'язку, магазини.
Виробничу базу в селі Ідолга складає міцне господарство ТОВ " Відродження-1. У 1999 році було засноване ГУП «Відродження», а в 2001 році племрепродуктор 2 порядку ТОВ «Відродження-1», який працює і розвивається до теперішнього часу. Одним з основних видів діяльності ТОВ» Відродження-1 " є зміст батьківського стада і реалізація племінного яйця. Племінне яйце "Відродження-1" купують не тільки саратовські, але і воронезькі, оренбурзькі, волгоградські, нижегородські та інші птахівники.

## Освіта
Середня загальноосвітня школа с. Ідолга розрахована на 192 місця. Будівля побудована в 1988 році. За заслуги у соціально — економічному розвитку району МОУ «СОШ с. Ідолга» занесена в 2007 році на районну Дошку пошани. Є офіційний сайт установи (idolga.ucoz.ru).
Дитячий садок села Ідолга розрахований на 50 місць. Будівля побудована в 1968 році. У дитячому садку функціонують дві групи.

## Люди, пов'язані із селом
Уродженцем Ідолги є Герой Радянського Союзу Анатолій Олексійович Лапшев, який брав участь у боях за звільнення Латвії та Польщі, загиблий в ході битви за Берлін. Командир взводу стрілецького полку. Звання Героя Радянського Союзу Анатолію Олексійовичу Лапшеву було присвоєно посмертно 31 травня 1945 за відвагу і доблесть, проявлені при штурмі Берліна. Також Лапшев нагороджувався орденами Леніна і Червоної Зірки.

## Пам'ятки
У центрі Ідолги на пришкільній території встановлено скульптурний пам'ятник загиблим на полях битв Великої Вітчизняної війни односельцям, відкритий 9 травня 1989 року.
Також на сільському цвинтарі збереглася безіменна братська могила, у якій поховані померлі в Татищевских військових госпіталях бійці. 9 травня 2001 встановлена невелика пам'ятна стела.